# Erebia subtuscinera
Erebia subtuscinera är en fjärilsart som beskrevs av Müller 1928. Erebia subtuscinera ingår i släktet Erebia och familjen praktfjärilar. Inga underarter finns listade i Catalogue of Life.